# Contraste (álbum de Grupo Pescador)
Contraste é o álbum de estreia e o único trabalho musical do Grupo Pescador, encabeçado pelo cantor João Alexandre, lançado em 1984 pelo selo GKERR Produções.

## História
Influenciado pelo movimento iniciado com o grupo Vencedores por Cristo (e, especificamente, por Sergio Pimenta e Aristeu Pires Júnior), cuja proposta era a de inserir elementos da cultura brasileira na música cristã, João Alexandre formou, em 1982, o Grupo Pescador, que posteriormente, chegaria a lançar apenas um álbum, intitulado Contraste.
O obra possui arranjos vocais ao estilo dos grupos 14 BIS e Boca Livre, o que a tornou um diferencial no gênero da música cristã brasileira.
Em 2019, foi eleito o 24º melhor álbum da década de 1980 em lista publicada pelo portal Super Gospel.

## Faixas
1. "Canção da Alvorada"
2. "Se Você"
3. "Não Preciso Sonhar"
4. "A Andorinha"
5. "Razão de Ser"
6. "Vento Ligeiro"
7. "Metamorfose"
8. "Conversão"
9. "Contraste"
10. "De Trem"